# PSR J1745-2900
PSR J1745-2900 és un magnetar molt proper al forat negre supermassiu situat al centre de la Via Làctia (Sagitari A), a 26.000 anys llum de la Terra. El seu camp magnètic és excepcionalment fort i ha permès estudiar els “hàbits d'alimentació ”del forat negre i podria ser utilitzat per mesurar les propietats de l'espai i el temps en camps gravitatoris forts i per comprovar si la teoria de la Relativitat General d'Einstein es podria mantenir davant les proves més exigents.
El jove púlsar ultramagnètic PSR J1745-2900 va ser descobert quan el satèl·lit Swift va observar un flaix de raigs X potent originat molt a prop del centre de la Via Làctia (a menys d'un any llum de Sgr A*) i les observacions posteriors mostraven un període de rotació de 3,76 segons pel telescopi NuSTAR de la NASA. Amb un telescopi de 100m a Effelsberg (prop de Bonn, Alemanya), l'equip va descobrir pulsacions de ràdio de la mateixa regió amb el mateix període. Paral·lelament, es van fer observacions addicionals amb el Jodrell Bank, Nancay i radiotelescopis de gran matriu arreu del món, mentre que altres grups van estudiar PSR J1745-2900 amb els telescopis de l'ATCA, Parkes i Green Bank; els resultats de l'ATCA van aparèixer a la revista d'aquella setmana de MNRAS (Shannon & Johnston).